# Bangladesh Football Federation
Die Bangladesh Football Federation (BFF) (Bengalisch: বাংলাদেশ ফুটবল ফেডারেশন, Bāṃlādeś Phuṭbal Pheḍāreśan) ist der bangladeschische Fußballverband. 
Der Fußballverband Bangladeschs wurde 1972 gegründet. Bereits zwei Jahre später trat man der FIFA und der Asian Football Confederation bei. Der größte Erfolg der A-Nationalmannschaft war die Teilnahme an der Fußball-Asienmeisterschaft 1980.  
Der Verband kümmert sich um die Organisation der B. League und des nationalen Pokals. Des Weiteren organisiert der Verband die Spiele der bangladeschischen A-Nationalmannschaft und den Fußball-Jugendnationalmannschaften. 